# Polytelis
Polytelis je rod papoušků z čeledi papouškovitých. Vyskytují se v Austrálii.

## Základní informace
Zástupci rodu Polytelis dosahují výšky 40 až 46 cm. Řadí se mezi nejlepší letce Austrálie, proto je nevhodné mít je v malé kleci nebo pokojové voliéře. Strava se skládá ze směsi semen, do které se přidává ovoce a zelenina. Nevýhodou chovu těchto papoušků je jejich velice pronikavý hlas[zdroj?].

### Systematika
Do tohoto rodu patří:
- Papoušek nádherný (Polytelis swainsonii)
- Papoušek horský/kouřový (Polytelis anthopeplus)
  - Polytelis anthopeplus anthopeplus (Lear) 1831
  - Polytelis anthopeplus monarchoides' Schodde 1993
- Papoušek Alexandřin (Polytelis alexandrae)

## Papoušek nádherný

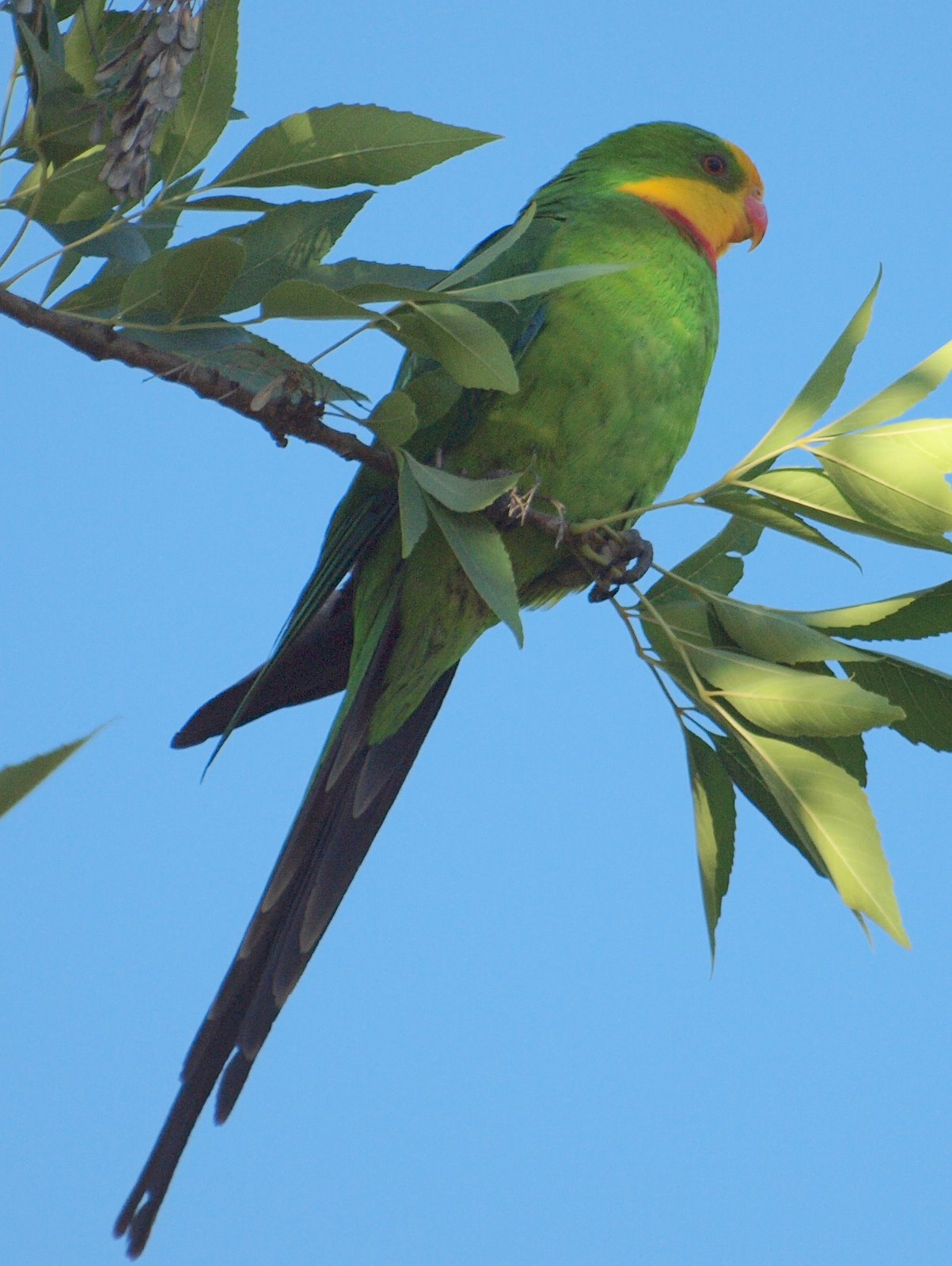
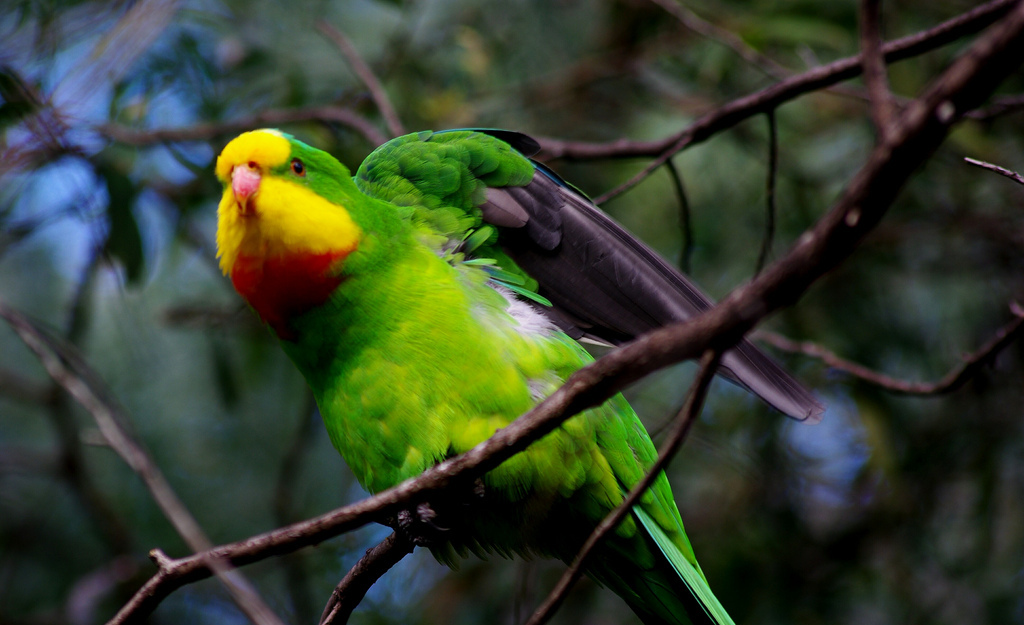

## Papoušek horský kouřový

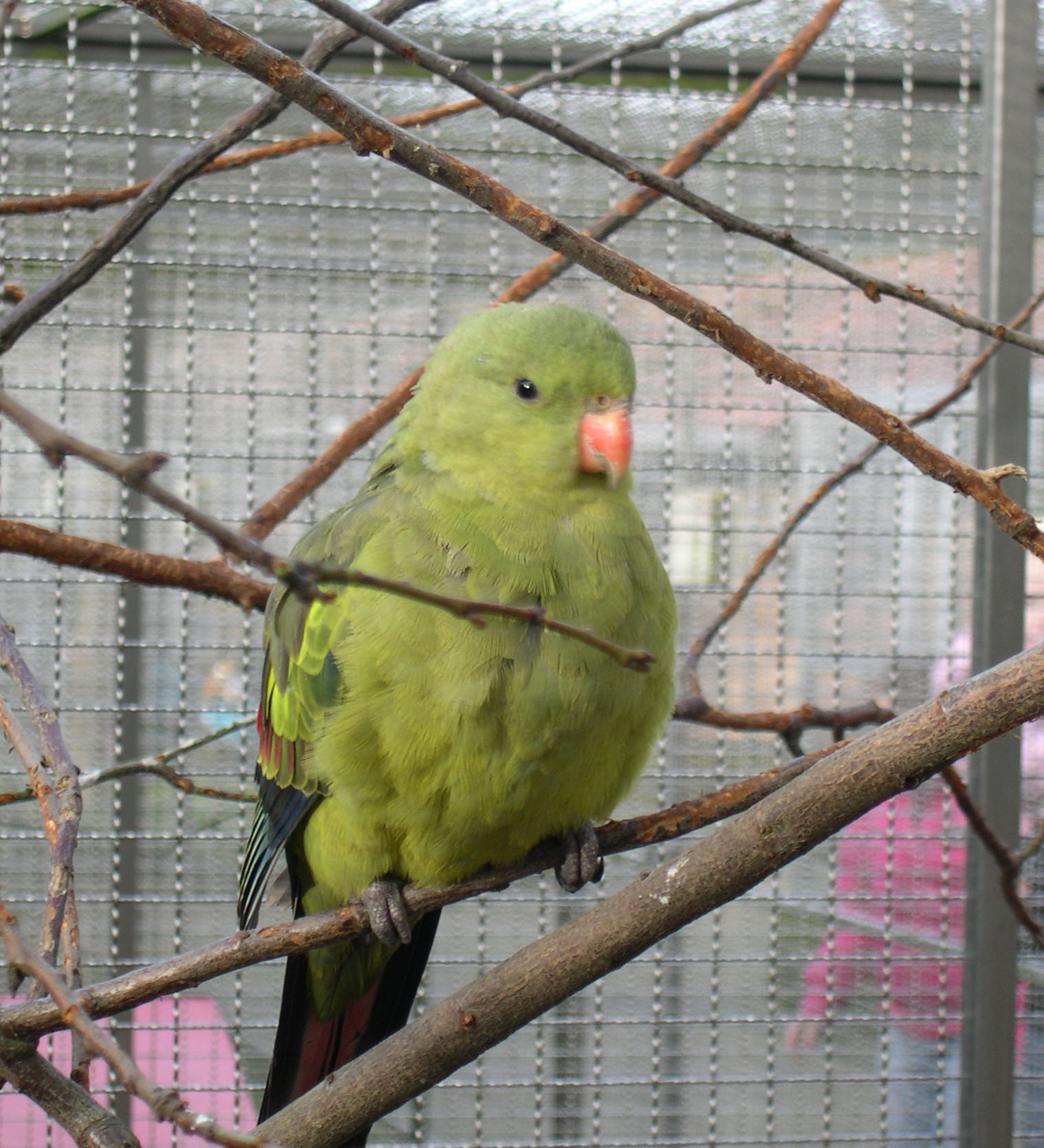
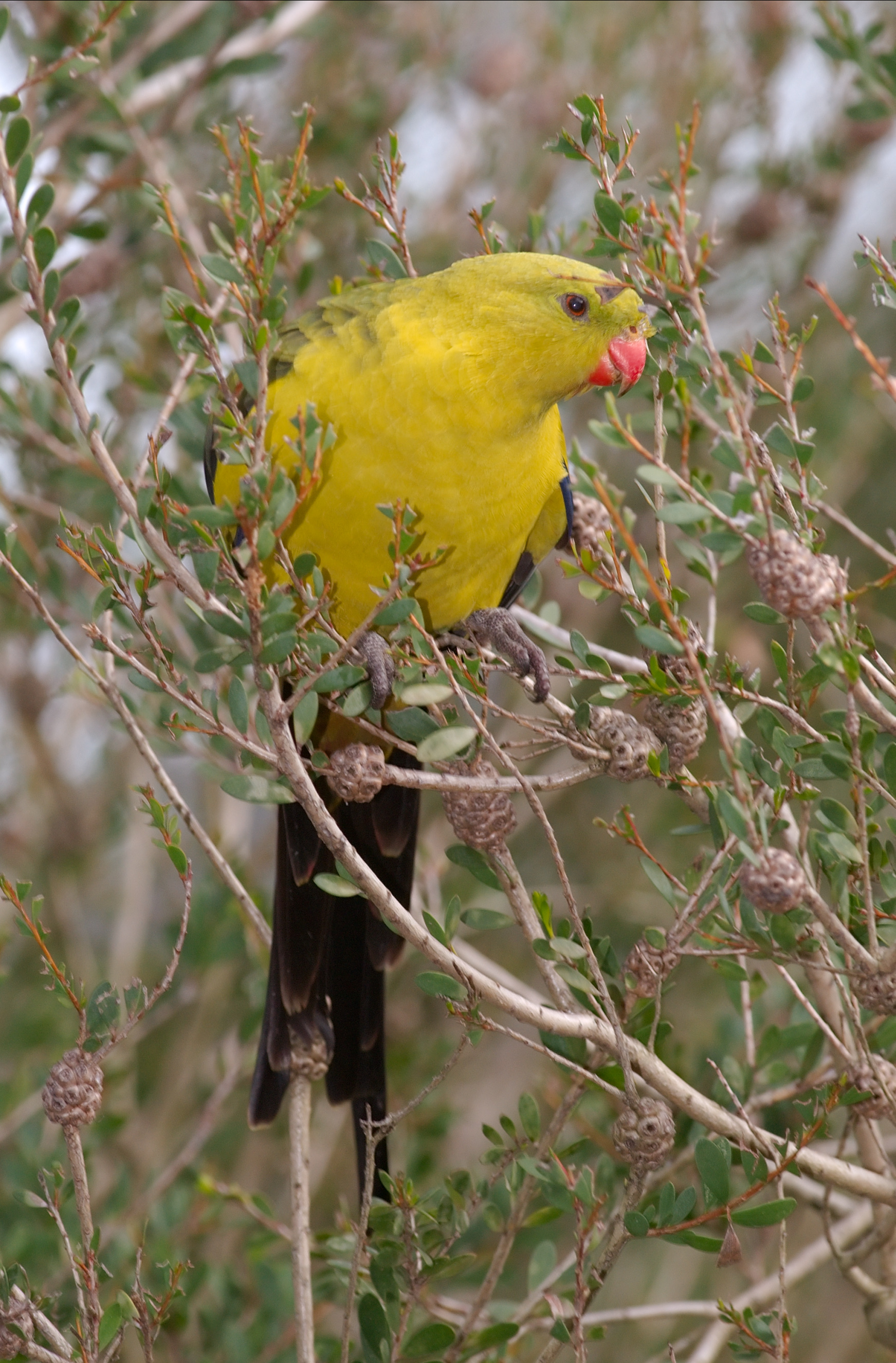

## Papoušek Alexandřin

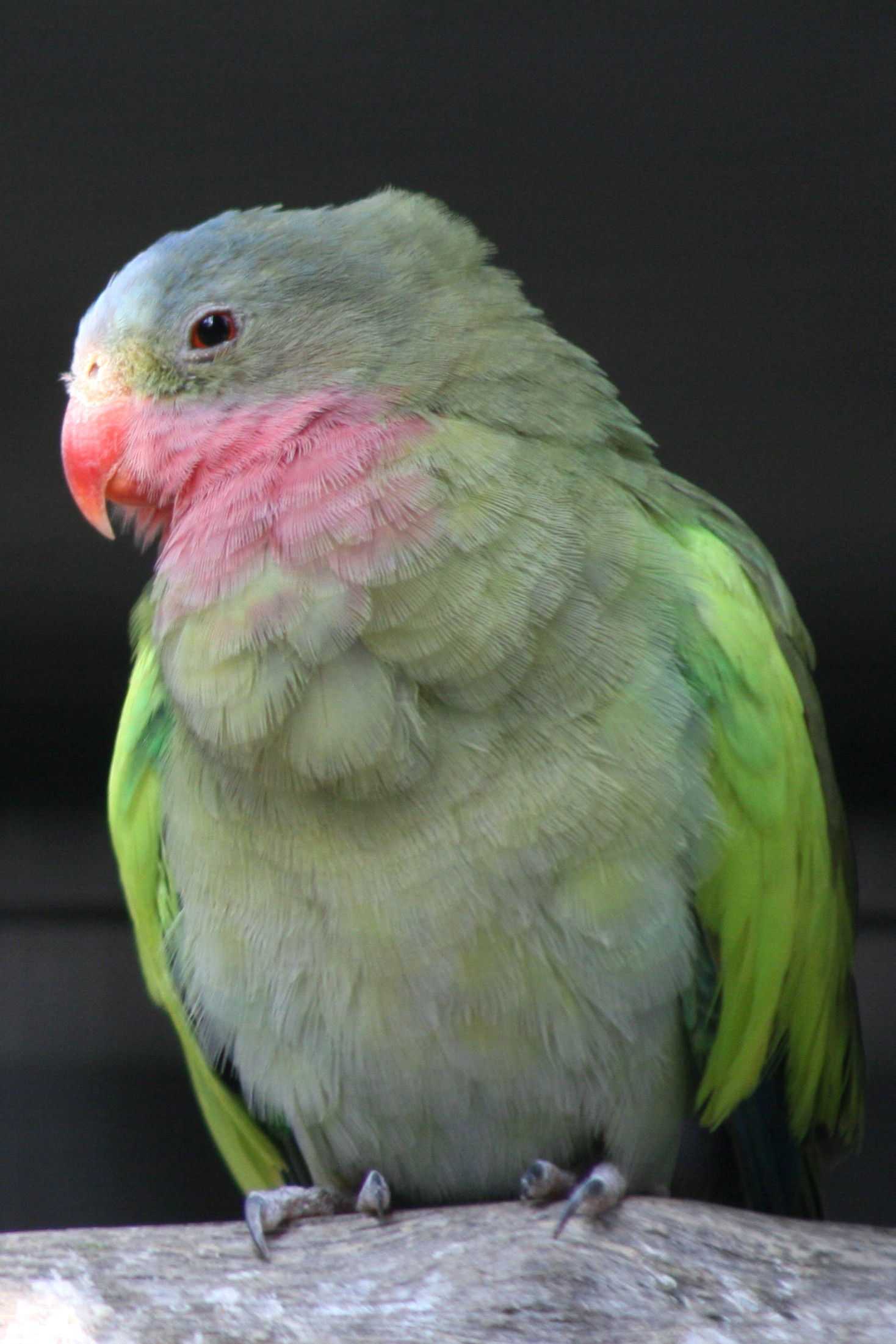
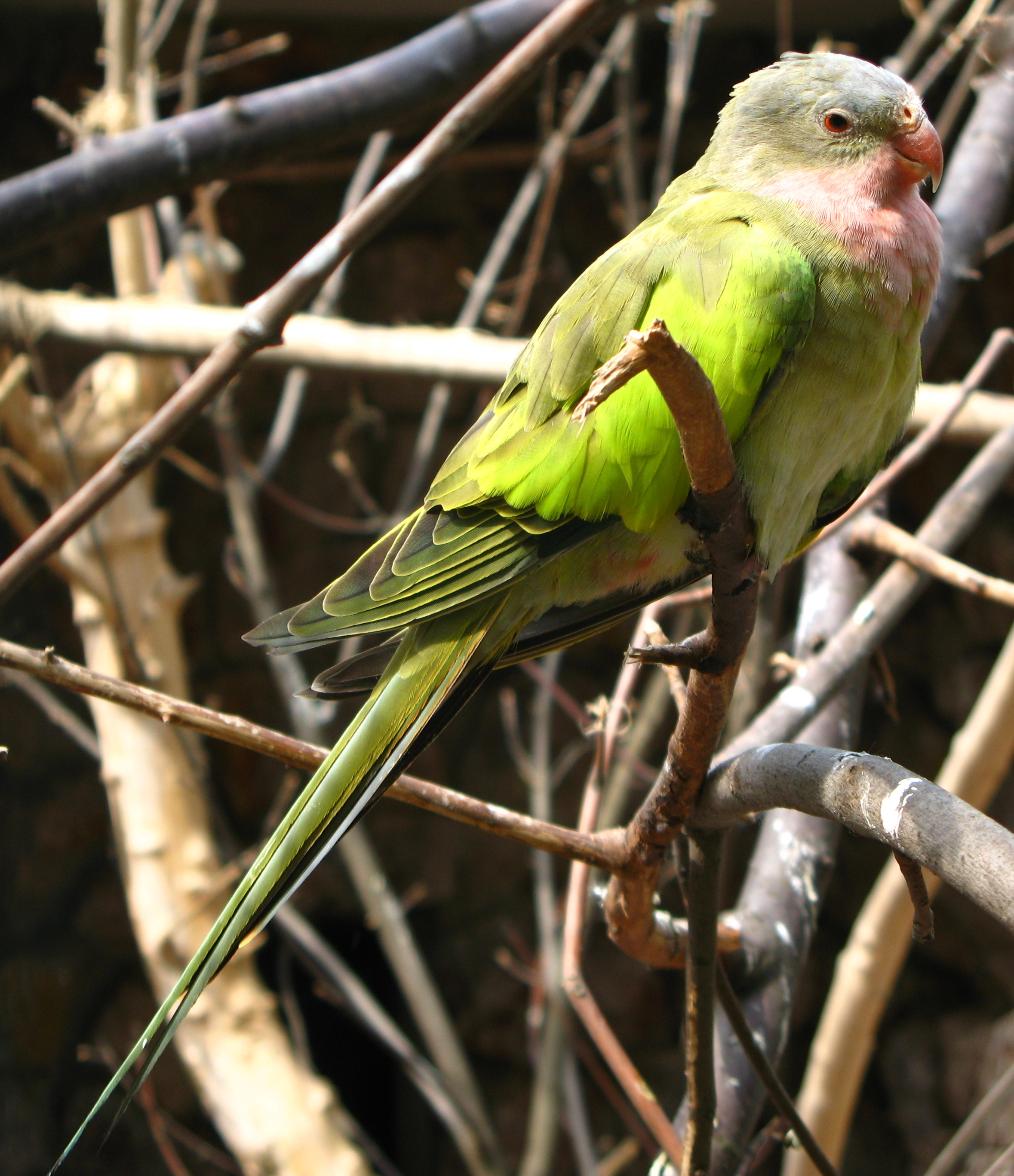